# Rhyzodiastes riedeli
Rhyzodiastes riedeli is een keversoort uit de familie van de loopkevers (Carabidae). De wetenschappelijke naam van de soort is voor het eerst geldig gepubliceerd in 2000 door R.T. & J.R. Bell.